# Jolanginjärvi
Jolanginjärvi eller Jolankijärvi är en sjö i Finland. Den ligger i kommunen Övertorneå i landskapet Lappland, i den norra delen av landet, 700 km norr om huvudstaden Helsingfors. Jolanginjärvi ligger 93,1 meter över havet. Den ligger vid sjön Iso Vietonen. Arean är 74,3 hektar och strandlinjen är 6,1 kilometer lång. Sjön  ingår i Torne älvs huvudavrinningsområde. 